# Под окупацијом
Под окупацијом (1929) је мемоарско дело Борисава Боре Станковића. У овом делу аутор је описао успомене и сећања из времена Првог светског рата и окупаторског режима, као и белешке о личној и породичној судбини. Осликао је друштвени живот и појединце. Говорио је и о великим српским књижевницима, попут Алексе Шантића, Петра Кочића и Јанка Веселиновића.

## Адаптација
Филм Бора под окупацијом је српски телевизијски филм из 2007. године. Режирао га је Миливоје Мишко Милојевић, а сценарио је написао Јован Радуловић.
Документарна драма Бора под окупацијом бави се мање познатим детаљима из живота славног српског романсијера и драматичара Борисава Станковића за време аустроугарске окупације Србије 1916—1918. године. Вративши се из интернације Борисав Станковић на позив хрватског књижевника Милана Огризовића, тадашњег уредника Београдских новина, пристаје да сарађује за литерарни подлистак тих окупацијских новина попут многих ондашњих угледних српских писаца и интелектуалаца. Али за разлику од њих, Бора Станковић ће после рата скупо платити ову своју колаборацију. Иако никада није суђен због ове сарадње, у тадашњој српској јавности Бора Станковић ће бити прокажен као колаборациониста. Све до своје смрти 1927. године, овај писац тамних вилајета људске душе носиће на својим плећима мучни терет моралне осуде јавности.